# シンパ
シンパとは、ある人物や団体の政治的思想に賛同し信奉者となった人のことをさす言葉。英語のシンパサイザー（sympathizer）の略で、共鳴者、同情者の意味が、転じて、影響力のある人物、団体の信奉者、支持者、賛同者等々の類語と同じような意味でも使われる。
政治的な話題の中で使われた際には、特に共産主義や社会主義を支援・援助する人を意味することが多いが、必ずしも特定の政治的思想を持つ人、特定の政治団体を支持する人に限定されるわけではない。